# 1338년

## 연호
- 원(元) 지원(至元) 4년
- 일본(日本) 남조(南朝) 엔겐(延元) 3년
- 일본(日本) 북조(北朝) 겐무(建武) 5년 / 랴쿠오(暦応) 원년
- 쩐 왕조(陳朝) 카이흐우(開佑) 10년

## 기년
- 원(元) 혜종(惠宗) 6년
- 고려(高麗) 충숙왕(忠肅王) 복위 7년
- 쩐 왕조(陳朝) 헌종(憲宗) 10년

## 사건
- 오스만 제국이 니코메디아를 점령하다.

## 탄생
- 1월 13일 - 고려의 문신 정몽주. (~1392년)
- 1월 21일 - 프랑스의 발루아 왕가의 3대 왕 샤를 5세. (~1380년)
- 1월 23일 - 북원의 2대 황제 아유르시리다르빌레그트 칸. (~1378년)
- 음력 12월 1일 - 고려의 김구용(金九容)
- 음력 12월 3일 - 여말선초의 성석린(成石璘)